# ضفادع كاذبة
الضفادع الكاذبة أو الضفادع السَّبَّاحة (الاسم العلمي: Pseudis)، جنس من الضفادع الأمريكية الجنوبية من فصيلة الشرغوفيات.
غالبًا ما تكون شائعة ويتم سماعها بشكل متكرر، ولكن يتم التغاضي عنها بسبب تمويهها وأسلوب حياتها، حيث تعيش في البحيرات (ولاية) والبرك والمستنقعات والمياه المماثلة ذات الغطاء النباتي المائي الشاسع، وغالبًا ما تجلس على السطح بين النباتات أو على النباتات العائمة، ولكن تغطس بسرعة إذا تعرضت للإزعاج. أفراده البالغة متوسطة الحجم، وبعض أنواعه تكون من أطول ضفادع العالم.